# Sintesi moderna dell'evoluzione
La sintesi moderna dell'evoluzione (o teoria moderna dell'evoluzione, nota anche come neodarwinismo o neodarvinismo) è la teoria evoluzionistica attualmente più accreditata in campo scientifico. Essa deriva dall'integrazione tra:
1. La teoria dell'evoluzione delle specie per selezione naturale di Charles Darwin;
2. La teoria dell'ereditarietà di Gregor Mendel sulle basi dell'eredità biologica rivista alla luce della moderna genetica, comprese le mutazioni genetiche casuali come sorgente della variazione;
3. La forma matematica della genetica delle popolazioni;
4. L'analisi dei dati della paleontologia.

In sintesi, il neodarwinismo consiste nel considerare il gene come unità fondamentale dell'eredità e bersaglio del meccanismo evoluzionistico della selezione naturale. La sintesi neodarwiniana unifica diverse branche della biologia che in precedenza avevano pochi punti di contatto, in particolare la genetica, la citologia, la sistematica, la botanica e la paleontologia.
Gli scienziati che hanno contribuito principalmente allo sviluppo  del neodarwinismo sono Thomas Hunt Morgan, R. A. Fisher, Theodosius Dobzhansky, J.B.S. Haldane, Sewall Wright, William D. Hamilton, Cyril Darlington, Julian Huxley, Ernst Mayr, George Gaylord Simpson, G. Ledyard Stebbins, Motoo Kimura.

## Storia del neodarwinismo
George John Romanes introdusse il termine neodarwinismo in riferimento alla teoria evolutiva di Alfred Russel Wallace. Wallace rifiutava l'idea lamarckiana dell'eredità dei caratteri acquisiti, che invece non era estranea (anche se marginalmente) alla concezione di Darwin, Huxley ed altri. Il principale "neodarwinista" dell'epoca immediatamente successiva a Darwin fu August Weismann, il quale ipotizzò che il materiale ereditario (che egli chiamava plasma germinale) fosse mantenuto in qualche modo separato dal resto del corpo durante lo sviluppo ontogenetico degli organismi. Questa opinione fu però considerata “estremista” dalla maggior parte dei biologi della fine del XIX secolo, mentre le teorie concorrenti del neolamarckismo (o ortogenesi) e del saltazionismo (evoluzione per salti o macromutazioni) erano considerate valide alternative.
Nel 1900 furono riscoperte le leggi di Mendel sull'eredità. La loro diffusione nella comunità scientifica fu inizialmente vista come un supporto al saltazionismo. La scuola dei biometristi, guidata da Karl Pearson e Walter Frank Raphael Weldon, si oppose vigorosamente a questa interpretazione, portando prove empiriche della continuità della variazione in molti organismi. I mendeliani, con William Bateson, ribadirono l'inoppugnabile carattere mendeliano dell'eredità in diversi casi, fiduciosi che in futuro si sarebbe provata l'estensione delle leggi di Mendel a tutti gli organismi. Il mendelismo fu adottato da molti biologi, anche se era ancora in forma embrionale ed il suo impatto sull'evoluzione era ben lontano dall'essere dimostrato.
Il collegamento tra la biologia sperimentale, l'evoluzione per selezione naturale, la genetica mendeliana e la teoria cromosomica dell'eredità iniziò con il lavoro di Thomas Hunt Morgan sui moscerini della frutta (Drosophila melanogaster). Nel 1910 Morgan scoprì un moscerino mutante con gli occhi bianchi (le Drosophila in natura hanno gli occhi rossi) e trovò che questa condizione (anche se limitata ai maschi) era ereditata esattamente come un tratto recessivo mendeliano. Negli anni successivi, Morgan ed i suoi colleghi svilupparono la teoria cromosomica mendeliana dell'eredità, pubblicando nel 1915 The Mechanism of Mendelian Inheritance (Il meccanismo dell'eredità mendeliana). Da quel momento, la maggior parte dei biologi accettò che i geni fossero situati sui cromosomi e responsabili dell'ereditarietà. Rimanevano però oscure le connessioni con la selezione naturale e l'evoluzione graduale darwiniana.
Il problema fu parzialmente risolto da Ronald Fisher, il quale nel 1918 scrisse un articolo dal titolo The Correlation Between Relatives on the Supposition of Mendelian Inheritance che dimostrava, usando un modello matematico, come la variazione continua potesse essere il risultato dell'azione di molti loci distinti. Alcuni considerano questo articolo il punto di partenza della sintesi neodarwiniana, perché Fisher fu in grado di fornire un modello statistico rigoroso dell'eredità mendeliana, soddisfacendo le necessità ed i metodi della biometria e della scuola mendeliana.
Un allievo di Morgan, Theodosius Dobzhansky, fu il primo ad applicare la teoria cromosomica e la matematica della genetica delle popolazioni alle popolazioni naturali di organismi, in particolare ancora una volta alla Drosophila melanogaster. Il lavoro di Dobzhansky del 1937 intitolato Genetics and the Origin of Species è normalmente considerato il primo contributo maturo al neodarwinismo. Questo libro, più i contributi di Ernst Mayr (Systematics and the Origin of Species per la sistematica), G. G. Simpson (Tempo and Mode in Evolution per la paleontologia) e G. Ledyard Stebbins (Variation and Evolution in Plants per la botanica), sono considerati i lavori “canonici” della sintesi moderna. Anche C. D. Darlington (per la citologia) e J. Huxley scrissero su questo argomento. Huxley coniò le definizioni "sintesi evolutiva" e "sintesi moderna" nel suo scritto semi-divulgativo Evolution: The Modern Synthesis nel 1942.

## Principi del neodarwinismo
Secondo la sintesi moderna (nella versione degli anni trenta e quaranta del XX secolo), la variazione genetica delle popolazioni naturali viene prodotta in modo casuale da mutazioni (che oggi sappiamo essere a volte causata da errori nella replicazione del DNA) e ricombinazione (crossing over dei cromosomi omologhi durante la meiosi). L'evoluzione consiste principalmente in cambiamenti della frequenza degli alleli tra una generazione e l'altra, come risultato della deriva genetica, del flusso genico e della selezione naturale. La selezione naturale è invece il solo fenomeno che porta un organismo all'adattamento ed è la principale forza evolutiva. 
La speciazione, se avviene, accade gradualmente quando le popolazioni sono isolate dal punto di vista riproduttivo, ad esempio (ma non solo) per la formazione di barriere geografiche.

## Gli sviluppi successivi

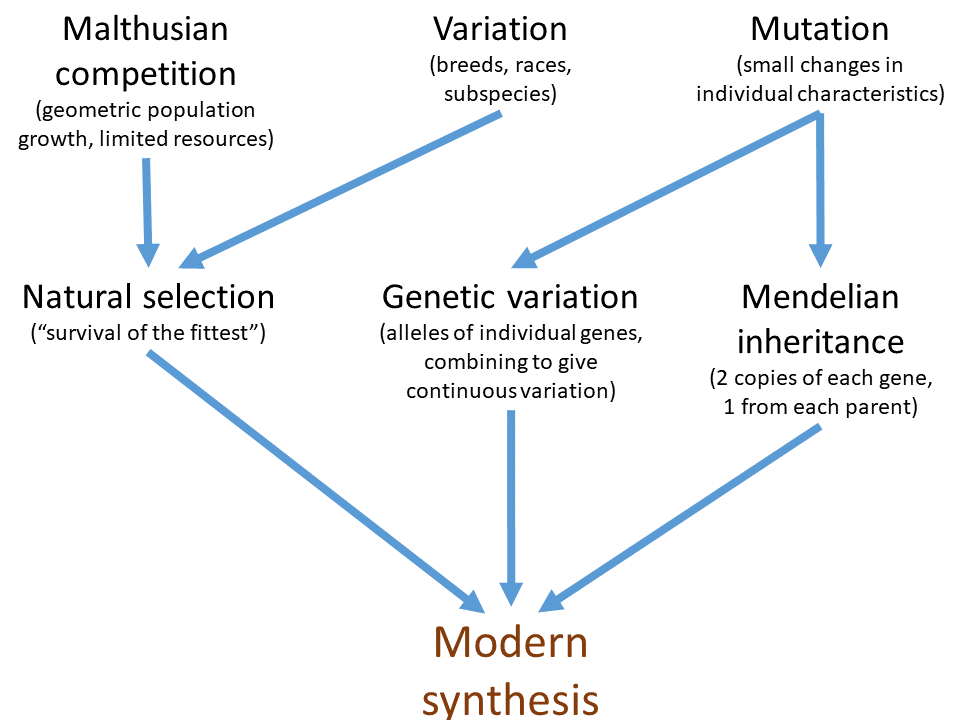
Sintesi moderna

La moderna sintesi della teoria dell'evoluzione fu sviluppata e raffinata dopo gli anni ‘40 dai lavori di W. D. Hamilton, George C. Williams, John Maynard Smith ed altri, portando allo sviluppo di una teoria neodarwinista centrata sui geni durante gli anni sessanta del XX secolo. Il neodarwinismo ha pertanto esteso il campo dell'idea originale darwiniana della selezione naturale, includendo scoperte successive e concetti non noti a Darwin, come il DNA e la genetica, che permettono analisi rigorose, spesso su base matematica, di fenomeni evolutivi come la selezione parentale, l'altruismo e la speciazione.
Una particolare interpretazione del neodarwinismo è associata a George C. Williams (nel libro Adaptation and Natural Selection) e Richard Dawkins (ne Il gene egoista e nel Il fenotipo esteso), i quali affermano che l'unica unità su cui agisce la selezione naturale è il gene. Questo punto di vista è stato ampliato da Austin Burt e Robert Trivers nel testo tecnico Geni in conflitto, in cui si elencano gli "elementi genetici egoisti", cioè gli elementi che "beneficiano sé stessi direttamente, nel contempo provocando effetti nocivi o nessun effetto su tutti gli altri geni non collegati all'organismo". 
Un altro fattore di evoluzione, il trasferimento orizzontale dei geni (ben noto tra i batteri) negli ultimi anni è stato visto tra le piante superiori e gli animali. Il campo d'azione del trasferimento orizzontale dei geni è essenzialmente l'intera biosfera, con batteri e virus nel doppio ruolo di intermediari per lo scambio genico e di serbatoi per la moltiplicazione e ricombinazione dei geni stessi.
La teoria dell'endosimbiosi (resa popolare da Lynn Margulis), che mostra come gli organelli mitocondri  e cloroplasti siano in realtà antichi batteri inglobati in un batterio più grande, è un ulteriore importante sviluppo del neodarwinismo per diverse ragioni. La prima è che l'associazione di questi organelli all'interno di una cellula più grande (in ordine cronologico, prima i mitocondri, poi, unicamente negli antenati delle piante, dei cloroplasti) ha portato alla nascita degli eucarioti, aprendo nuove possibilità di evoluzione. Il secondo motivo è che vi è stato un consistente trasferimento orizzontale di geni da questi organelli al DNA della cellula ospite, che diverrà poi il nucleo eucariotico. Gli organelli conservano comunque parte del loro DNA di origine e si replicano all'interno della cellula per scissione, come i batteri.
Un'altra disciplina scientifica, la sociobiologia, fondata nel 1975, per merito dello zoologo Edward O. Wilson, utilizza il modello neodarwiniano per indagare il comportamento degli esseri umani, grazie alla collaborazione tra le scienze sociali e la biologia.